# James Carter (jazzman)
Pour les articles homonymes, voir James Carter et Carter.
James Carter (né le 3 janvier 1969 à Détroit, Michigan) est un saxophoniste, clarinettiste et flûtiste américain.

## Biographie
James Carter commence à jouer du saxophone à Détroit à l'âge de onze ans, où il prend des cours de trompette avec Marcus Belgrave. Il se perfectionne au Blue Lake Fine Arts Camp (en) dans le Michigan et devient membre du groupe du saxophoniste Donald Washington, Sr. (en) Bird-Trane-Sco-Now!.
En 1986, à l'âge de dix-sept ans, il joue avec Wynton Marsalis et fait déjà partie du New York Organ Ensemble de Lester Bowie. Il s'installe à New York en 1988.
Son premier album à son nom, JC On The Set (1994), le fait immédiatement reconnaître comme l'un des meilleurs saxophonistes de sa génération. Remarqué pour sa virtuosité sur l'ensemble de la gamme des saxophones, ainsi qu'à la clarinette, il a été élu meilleur saxophoniste baryton par le magazine Down Beat trois ans de suite. Il enregistre six albums à son nom entre 1993 et 2000, à chaque fois dans des styles différents, des standards dans l'album Conversin' with the Elders en 1995 au funk électrique de Layin' in the Cut en 2000, en passant par un hommage à Django Reinhardt avec Chasin the Gypsy, où participe sa cousine Regina Carter, violoniste de jazz. Trois ans plus tard il s'intéresse à Billie Holiday avec Gardenias for Lady Day.
James Carter enregistre ou joue sur scène avec le Lincoln Center Jazz Orchestra, le chanteur et pianiste Cyrus Chestnut (en), le contrebassiste Rodney Whitaker (en), le batteur free Ronald Shannon Jackson, ou encore la chanteuse de smooth jazz Madeleine Peyroux.
En 2009, il enregistre l'album Heaven on Earth avec l'organiste John Medeski (en) et le contrebassiste Christian McBride. Avec l'album Caribbean Rhapsody, il collabore avec le compositeur classique Roberto Sierra dans son Concerto pour saxophone et orchestre. James Carter retrouve en 2011 son Organ Trio avec qui il se produit depuis 2004, donnant un portrait de la scène jazz de Détroit, à la fois ancrée dans ses racines et tournée vers l'avenir.
James Carter a reçu la distinction de la Jazz Journalists Association (en) saxophoniste baryton de l'année 2011.

## Discographie
- 1991 : Tough Young Tenors : Alone Together
- 1992 : J.C. On The Set (Japon, puis 1993 aux États-Unis), DIW (Japon)
- 1994 : Jurassic Classics, Disk Union
- 1995 : The Real Quietstorm, Atlantic Records
- 1996 : Conversin' with the Elders, Atlantic Records
- 1998 : In Carterian Fashion, Atlantic Records
- 2000 : Layin' in the Cut, Atlantic Records
- 2000 : Chasin' the Gypsy
- 2003 : Gardenias for Lady Day, Columbia
- 2004 : Live at Baker's Keyboard Lounge (en) (David Murray, Franz Jackson (en), Johnny Griffin), Warner Bros.
- 2005 : Out of Nowhere, Half Note Records
- 2005 : Gold Sounds (hommage à Pavement), Brown Brothers Recordings
- 2008 : Present Tense, EmArcy Records
- 2009 : Heaven on Earth, Half Notes Records
- 2010 : For Now, De Nazaten & James Carter Strotbrock
- 2011 : Caribbean Rhapsody (Concerto For Saxophones And Orchestra), EmArcy Records
- 2011 : The James Carter Organ Trio - At The Crossroads (Gerard Gibbs (org), Leonard King, Jr (d)), EmArcy Records